# Peterskirchlein (Regensburg)

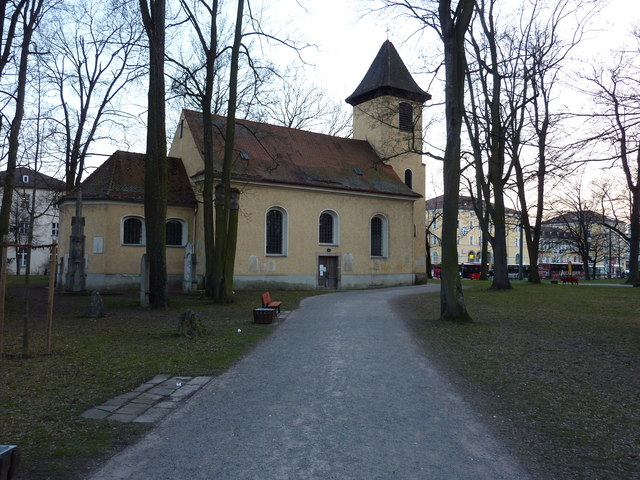
Das Peterskirchlein

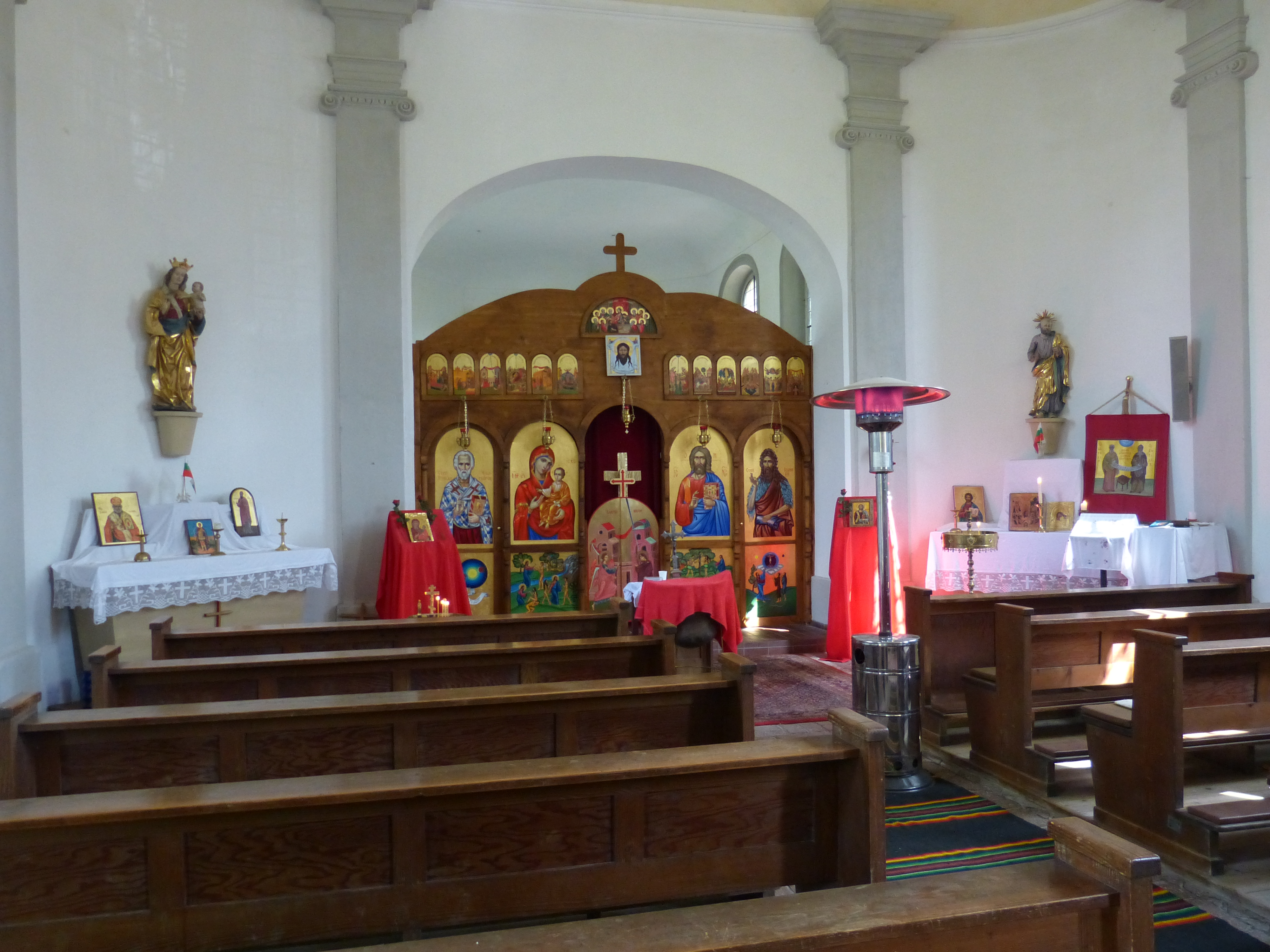
Altarraum (2014)

Das sogenannte Peterskirchlein steht in der D.-Martin-Luther-Straße 24 in den Grünanlagen in der Nähe nördlich des Regensburger Hauptbahnhofs. Die 1806 als Friedhofskirche St. Peter des katholischen Friedhofs der Unteren Stadt erbaute kleine Kirche ist heute eine Bulgarisch-Orthodoxe Kirche.

## Kirche und Friedhof
Seit 1543 gab es in Regensburg den ersten protestantischen Friedhof außerhalb der Stadtmauer. Er lag nahe dem 1552 zerstörten Priorat der Benediktiner Weih St. Peter und trug deshalb den Namen Petersfriedhof. Südlich an den protestantischen Friedhof angrenzend war in der Regierungszeit von Karl Theodor von Dalberg 1804 der erste katholische Friedhof außerhalb der damals immer noch existierenden Stadtmauern angelegt worden. Dort ließ der spätere Bischof Georg Michael Wittmann 1806 eine Kapelle nach Plänen von Emanuel Herigoyen erbauen. Von diesen Plänen zeugt heute nur noch der Chor, denn die kleine Kirche wurde erst 1821, 11 Jahre nachdem Regensburg an das Königreich Bayern gefallen war, in ihrer heutigen Gestalt mit Langhaus und Westturm fertig gestellt. Einen Großteil der Baukosten trug die letzte Fürstäbtissin des Stifts Obermünster Felicitas von Neuenstein. Ihr Grabstein befindet sich in der zum Historischen Museum Regensburg gehörenden Minoritenkirche.
Die Kapelle ist ein klassizistischer Saalbau mit dreiachsigem Langhaus, eingezogenem Chor, Westturm und schlichter Innenausstattung. An der Westfassade befinden sich zwei Erinnerungstafeln. Die obere erinnert an Bischof Georg Michael Wittmann, den Dompfarrer, Initiator der Erbauung des Peterskirchleins und späteren Weihbischof in Regensburg, dessen Herz hier bestattet ist. Eine weitere Erinnerungstafel ist Johannes Kepler gewidmet, der auf dem ehemaligen protestantischen Petersfriedhof begraben wurde. Sein Grab wurde wie der gesamte protestantische Petersfriedhof 1633 im Dreißigjährigen Krieg zerstört im Zuge der Vorbereitung der Kämpfe um Regensburg. Nach dem Krieg wurde der protestantische Friedhof wieder hergestellt, jedoch wurde die Lage des Kepler-Grabes nicht festgehalten und kann deshalb heute nicht mehr lokalisiert werden. Auf der Erinnerungstafel, die von der Johannes Kepler Universität Linz 1994 gestiftet wurde, wird Kepler als „Astronom, Weltharmoniker und Begründer der Christlichen Ökumene“ bezeichnet.
Als 1888–1892 das erste Bahnhofsgebäude des Hauptbahnhofs durch einen weiter nördlich gelegenen repräsentativeren Neubau ersetzt wurde, musste für diese Baumaßnahme der katholische Petersfriedhof aufgegeben werden. Der protestantische Teil des Petersfriedhofs blieb zunächst erhalten, kam 1933 in den Besitz der Stadt und wurde dann ebenfalls aufgelöst zu Gunsten von Straßenbaumaßnahmen und einer Grünanlage. Einige Grabmäler aus dem 19. Jahrhundert blieben erhalten, darunter auch Denkmäler für die Musikwissenschaftler und Domkapellmeister Carl Proske († 1861), Joseph Schrems († 1872), Dominicus Mettenleiter († 1868) und für den Dompropst Cölestin Weinzierl († 1847).

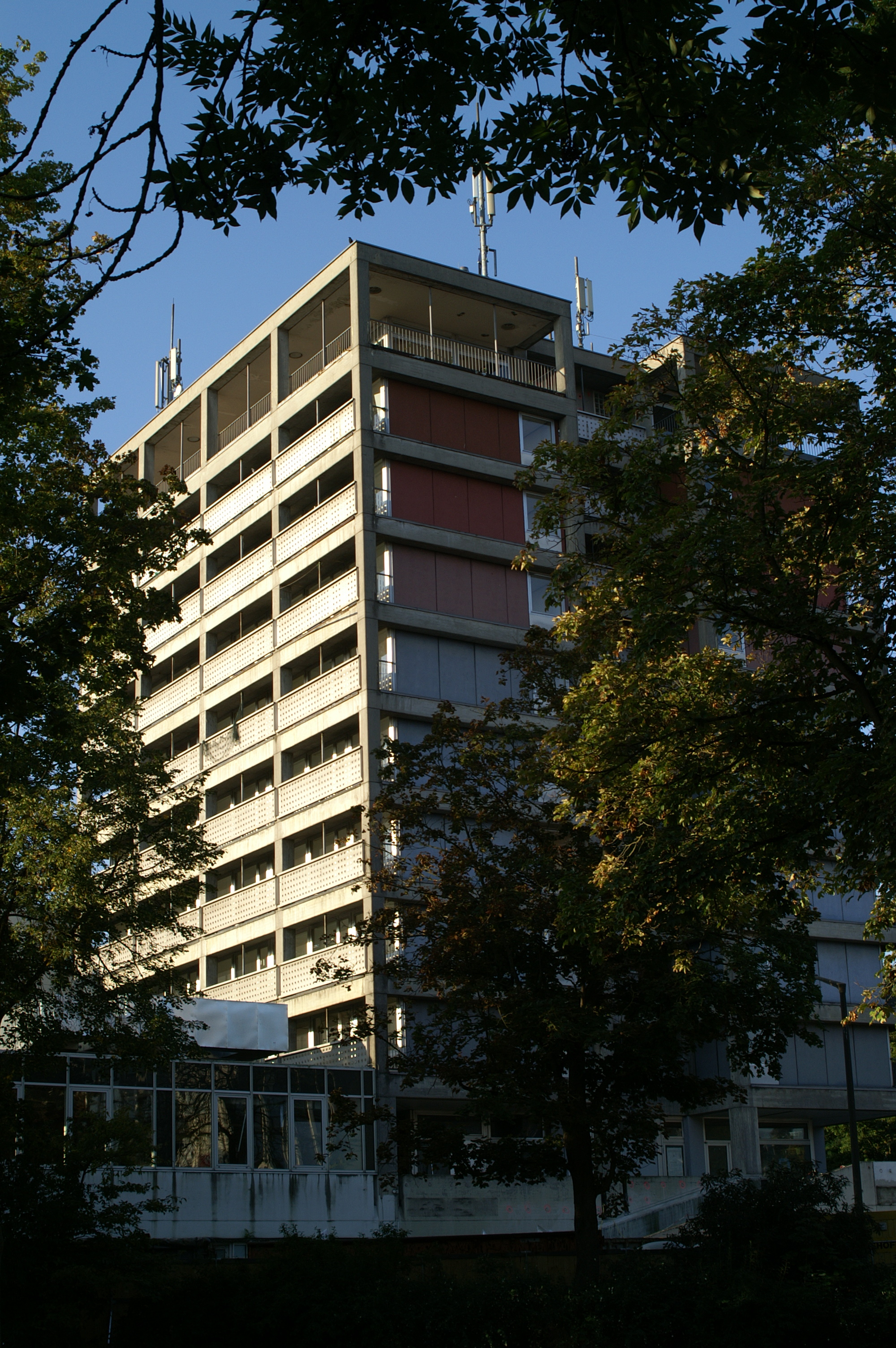
Ehemaliges Studentenheim Wirsingturm

Als Mitte der 1980er Jahre die Anlage eines zentralen Busbahnhofs auf dem Ernst-Reuter Platz in der Albertstraße am Hauptbahnhof erforderlich wurde und dafür auch eine Beschneidung der Grünanlagen am Peterskirchlein in Betracht gezogen wurde, kam es zu heftigen Diskussionen in der Bevölkerung, was aber die Anlage des Busbahnhofs nicht verhindern konnte. Anfang der 2010er Jahre lebte die Diskussion wieder auf, als der Ernst-Reuter Platz als Ort für ein Kongresszentrum dienen sollte, was den gesamten Ernst-Reuter Platz und damit auch das Peterskirchlein und das in den 1960er Jahren nach Plänen des Architekten Werner Wirsing als Hochhaus erbaute Studentenheim betroffen hätte. Die Pläne für den Bau des Kongresszentrums wurden mit einem Bürgerentscheid abgelehnt, jedoch zeigte sich in den Jahren nach 2010, dass das gesamte nordöstliche Areal des Ernst-Reuter Platzes einschließlich des Wirsing-Baus und des bestehenden Busbahnhofs einem neu zu planende Nahverkehrszentrum für Busse und für die 2018 beschlossene neue Stadtbahn Regensburg weichen musste. Der Abbruch des mit Asbest belasteten Wirsing-Hochhauses begann im Jahr 2019 und wurde 2020 durch eine Sprengung beendet. Damit begann eine neue Phase von Veränderungen in der unmittelbaren Umgebung vom Peterskirchlein.